# Abies grandis
L'abete bianco americano (Abies grandis) (Douglas ex D. Don) Lindl. è un albero della famiglia delle pinacee originario delle regioni che si affacciano sulla costa pacifica del Nord America, in particolare tra Canada e Stati Uniti.

## Etimologia
Il nome generico Abies, utilizzato già dai latini, potrebbe, secondo un'interpretazione etimologica, derivare dalla parola greca ἄβιος = longevo. Il nome specifico grandis fa riferimento alle grandi dimensioni raggiunte da questa specie.

## Descrizione
È una conifera di taglia imponente, a portamento conico con sommità piatta in età longeva, che raggiunge altezze di 75 m e il cui tronco può raggiungere 150 cm di diametro. La corteccia, liscia e grigia, con l'età diviene marrone e rugosa con periderma rossastro visibile nei profondi solchi. I rami principali sono sparsi, ascendenti; i ramoscelli secondari sono opposti, di colore marrone chiaro, pubescenti. Le gemme, resinose, sono di forma rotondeggiante, porpora, marroni o verdi, ad apice arrotondato; le perule che le rivestono sono corte, triangolari, resinose, leggermente pelose, a margine intero e punta affilata.
Le foglie sono aghiformi, di colore verde lucido, lunghe fino a 6 cm, con apice dentellato o lievemente rotondeggiante.
Gli strobili femminili, di color verde chiaro, blu scuro, porpora o grigi, sono cilindrici, lunghi fino a 7 cm e larghi fino a 3,5 cm, sessili, con punta rotondeggiante; le scaglie sono ricoperte di fitta peluria, lunghe 2,5 cm, larghe 2,5 cm. Gli strobili maschili sono rosso-bluastri, porpora, arancioni, gialli o verdi. I semi, di colore marrone, sono lunghi fino a 8 mm, con ala marrone-rosea di 12 mm. I cotiledoni sono solitamente 5-6.

## Distribuzione e habitat
Specie endemica di Canada (British Columbia) e Stati Uniti (California, Idaho, Montana, Oregon e Washington). Vegeta a quote comprese tra il livello del mare e i 1.800 m, su suoli granitici o basaltici con predilezione per quelli alluvionali. Il clima di riferimento è vario, spaziando dall'umido marittimo con precipitazioni annue comprese tra 500 e 2.500 mm, al clima più freddo e continentale dell'interno con inverni nevosi e precipitazioni annue comprese tra 500 e 1.250 mm. Può formare boschi puri soprattutto in Idaho, più comunemente in associazione con Pseudotsuga menziesii, Abies amabilis, Picea sitchensis, Calocedrus decurrens, Thuja plicata, Tsuga hetrophylla e Larix occidentalis, Acer macrophyllum, Alnus rubra e Fraxinus latifolia.

## Tassonomia

### Sinonimi
Alcune sottospecie classificate nel passato, attualmente sono considerate dei sinonimi:
- Abies aromatica Raf.
- Abies excelsior Franco
- Abies gordoniana Carrière
- Abies grandis subsp. idahoensis (Silba) Silba
- Abies grandis var. idahoensis Silba
- Abies grandis f. johnsonii O.V.Matthews
- Abies lasiocarpa Lindl. & Gordon
- Abies occidentalis Cinovskis
- Abies parsonsiana Mast.
- Picea grandis (Douglas ex D.Don) Loudon
- Picea parsonsii Gordon
- Pinus grandis Douglas ex D.Don

## Usi
Il legno è leggero e non molto resistente, quindi viene utilizzato essenzialmente per produrre carta o imballaggi. Per la disposizione regolare dei rami e per il colore del fogliame, è molto apprezzato come albero di Natale e come pianta ornamentale.

## Conservazione
Nonostante uno sfruttamento intensivo nel passato e nel presente, la vastità dell'areale e la sua numerosa presenza nelle località di occupanza dello stesso, fanno classificare l'abete bianco americano come specie non in pericolo di estinzione nella Lista rossa IUCN.

## Galleria d'immagini

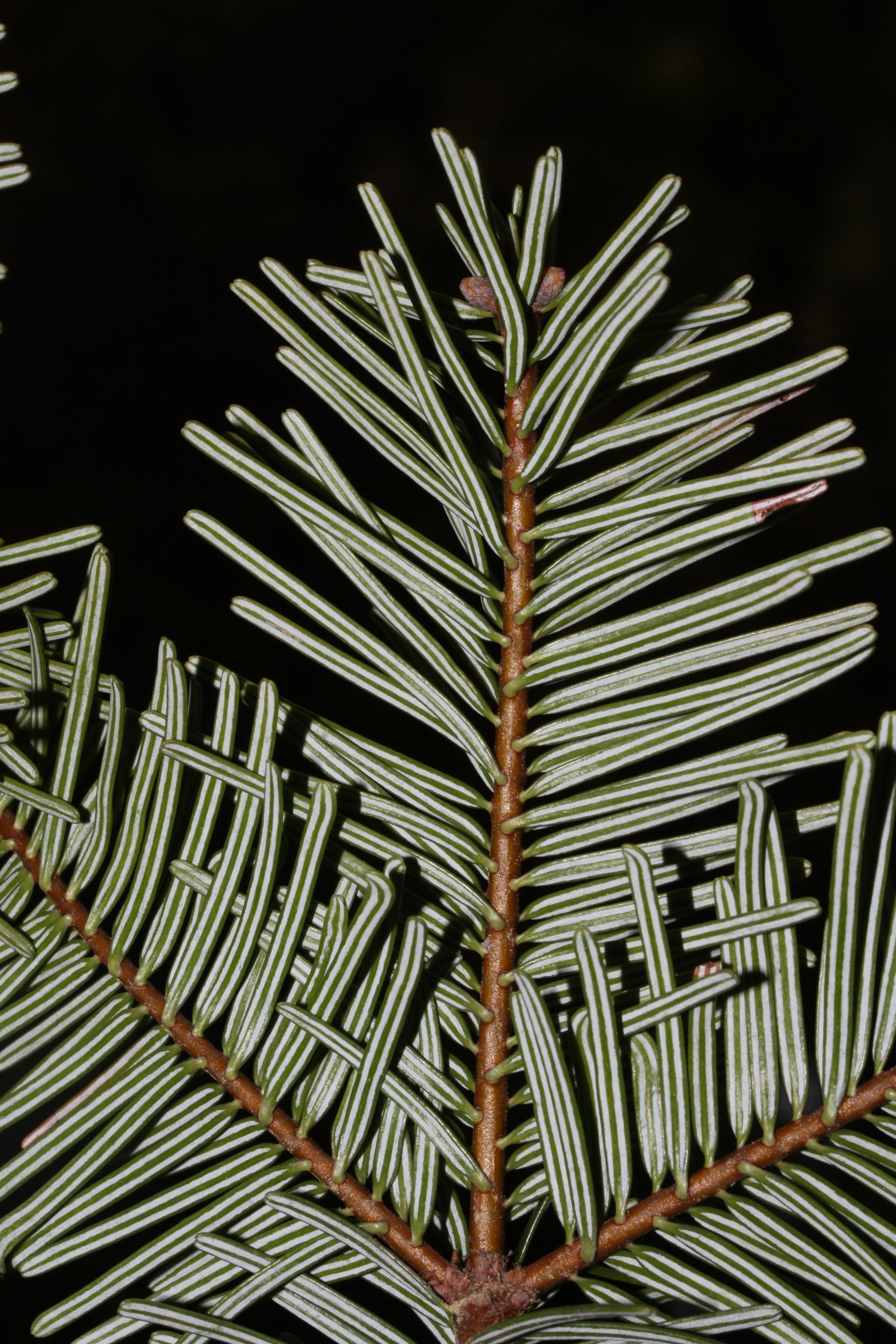
Aghi in dettaglio
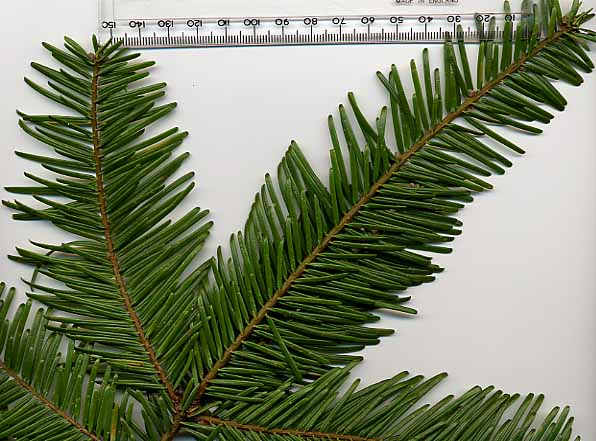
Aghi
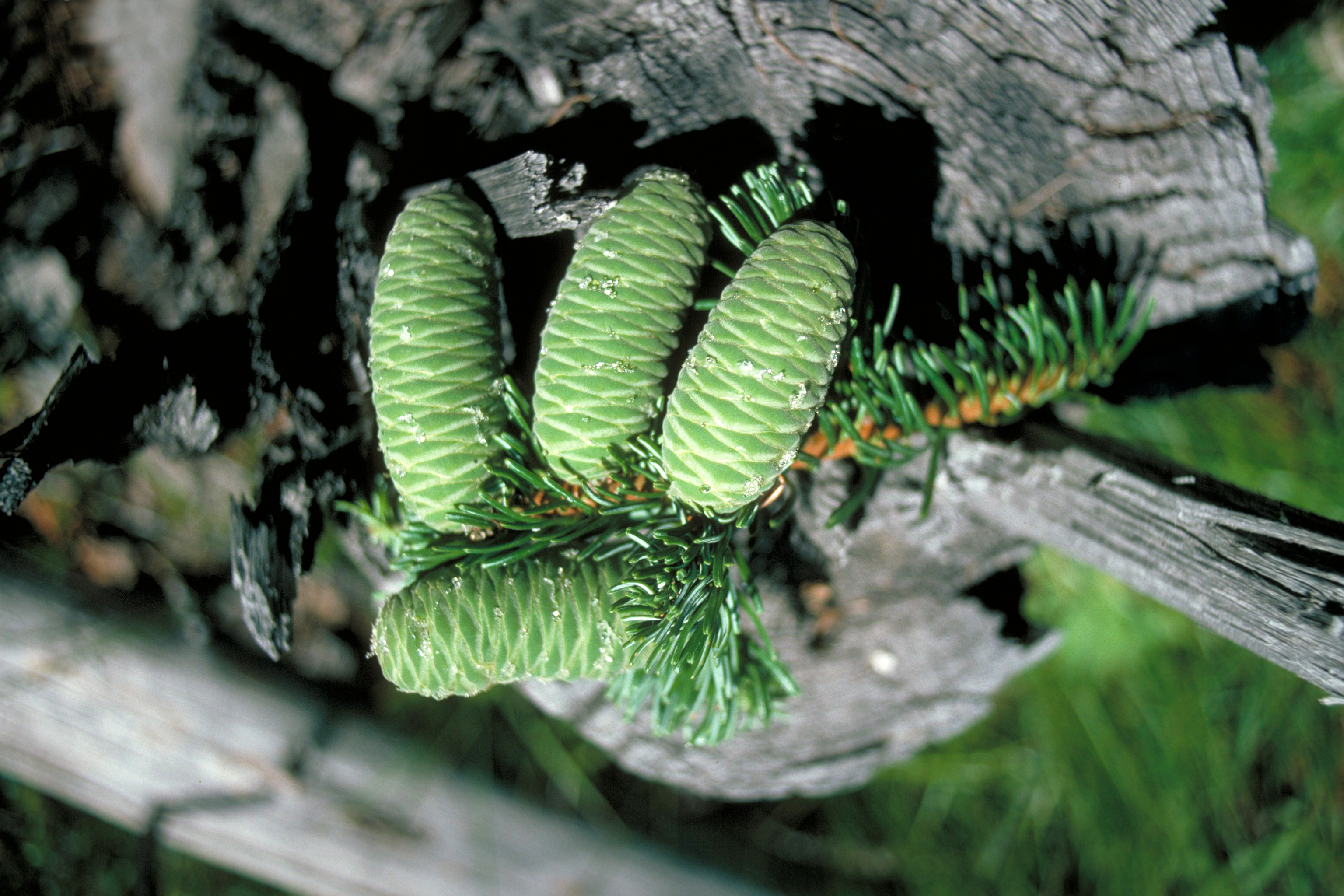
Strobili femminili immaturi
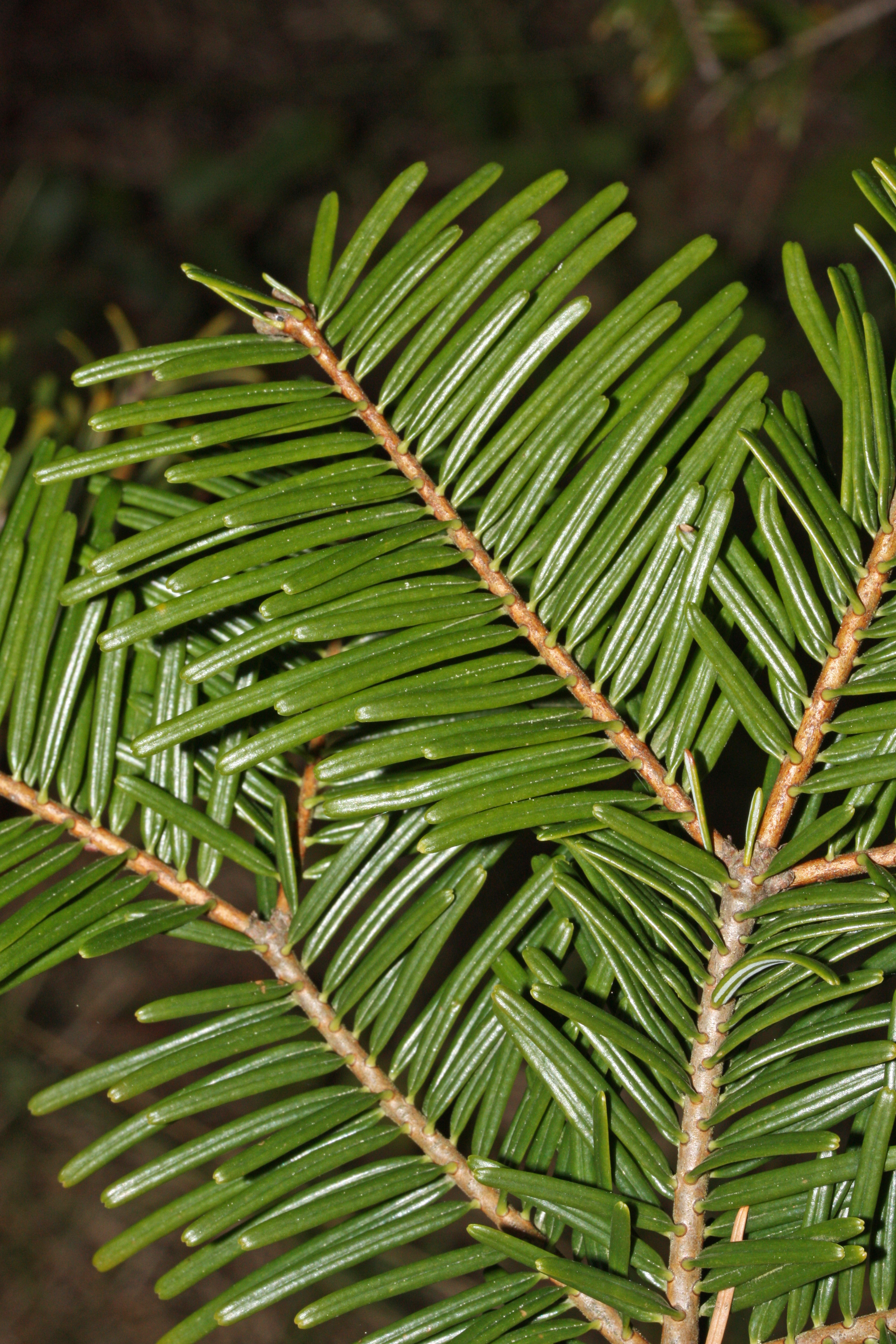
Aghi in dettaglio
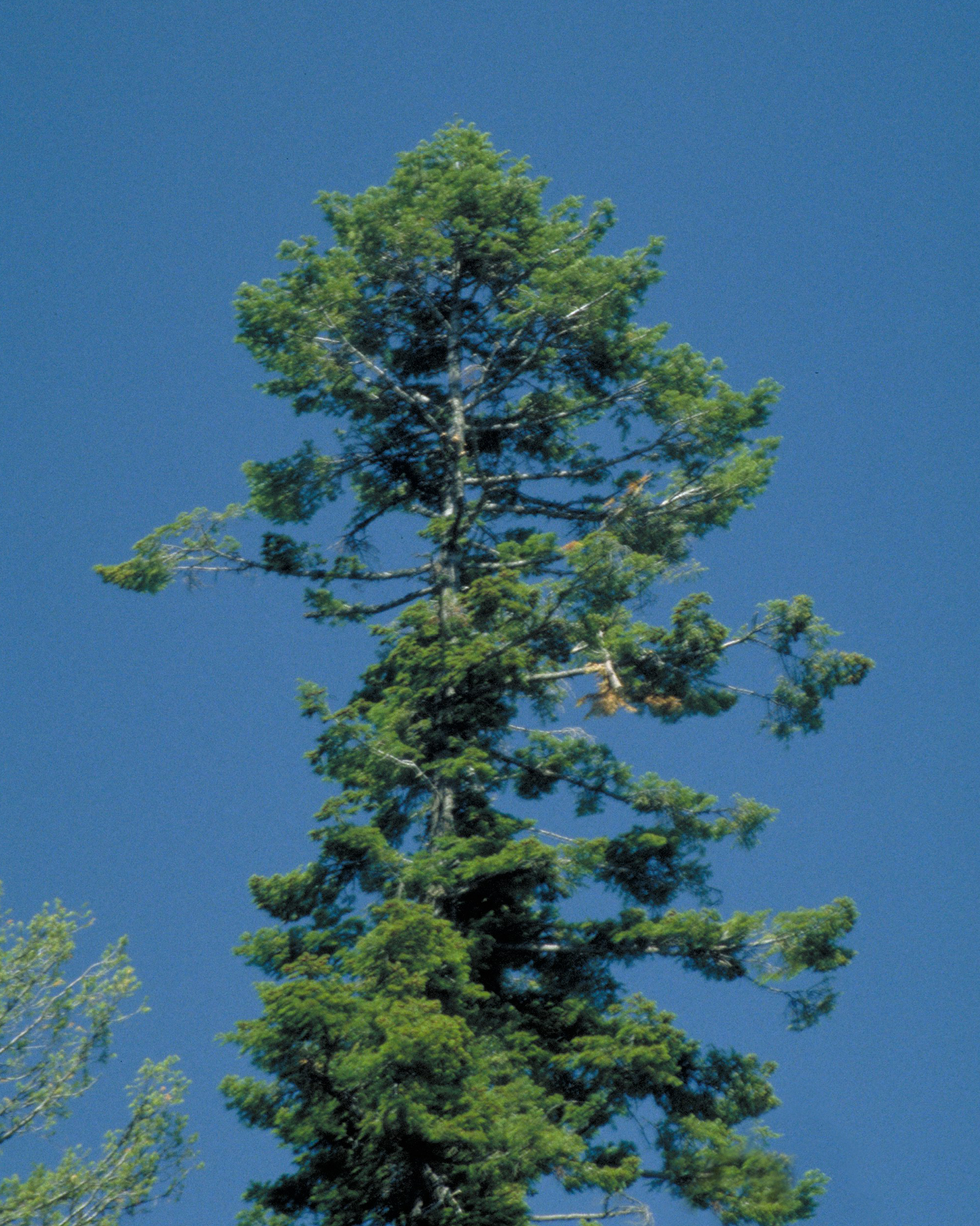
Esemplare adulto
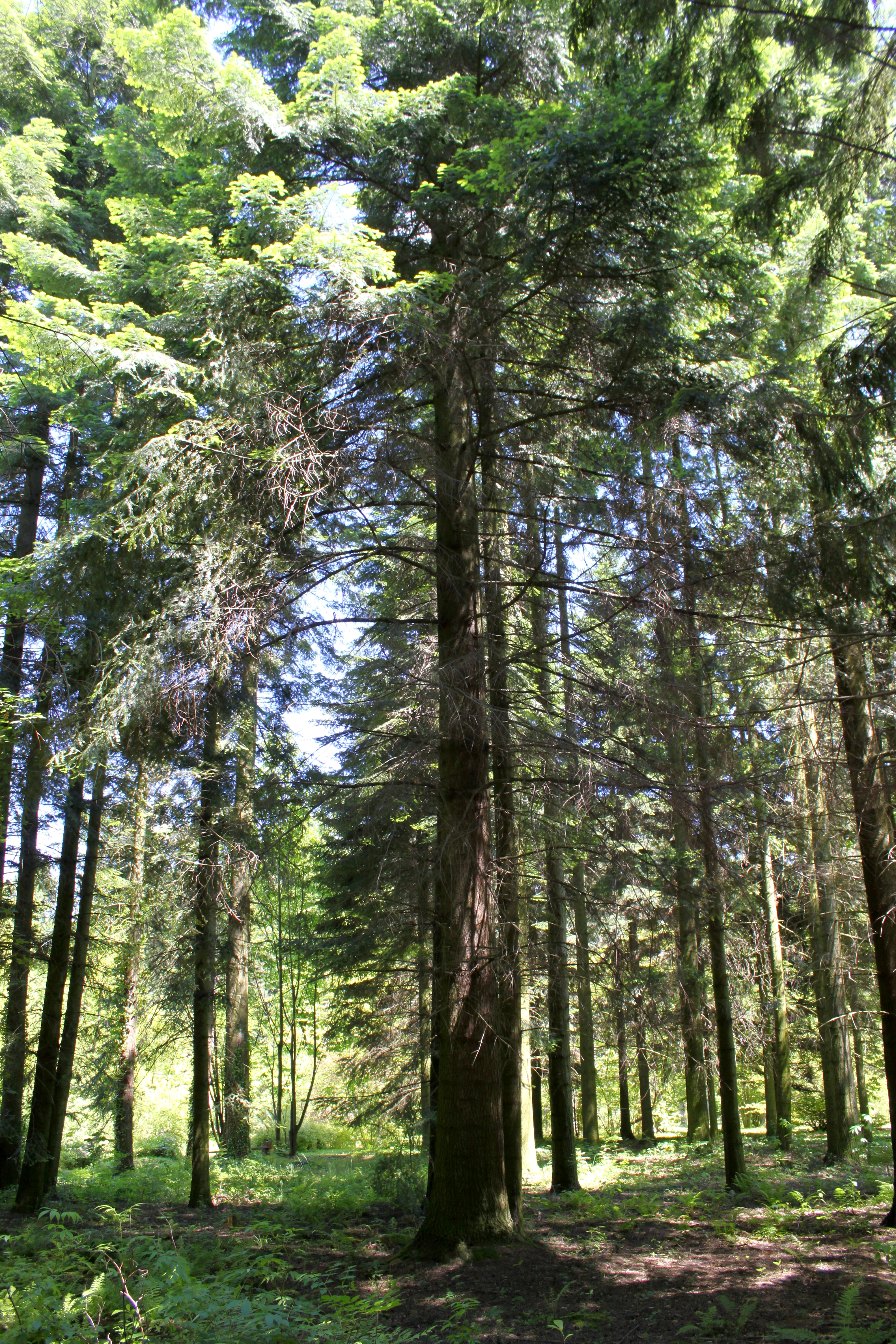
Fustaia di abete bianco americano
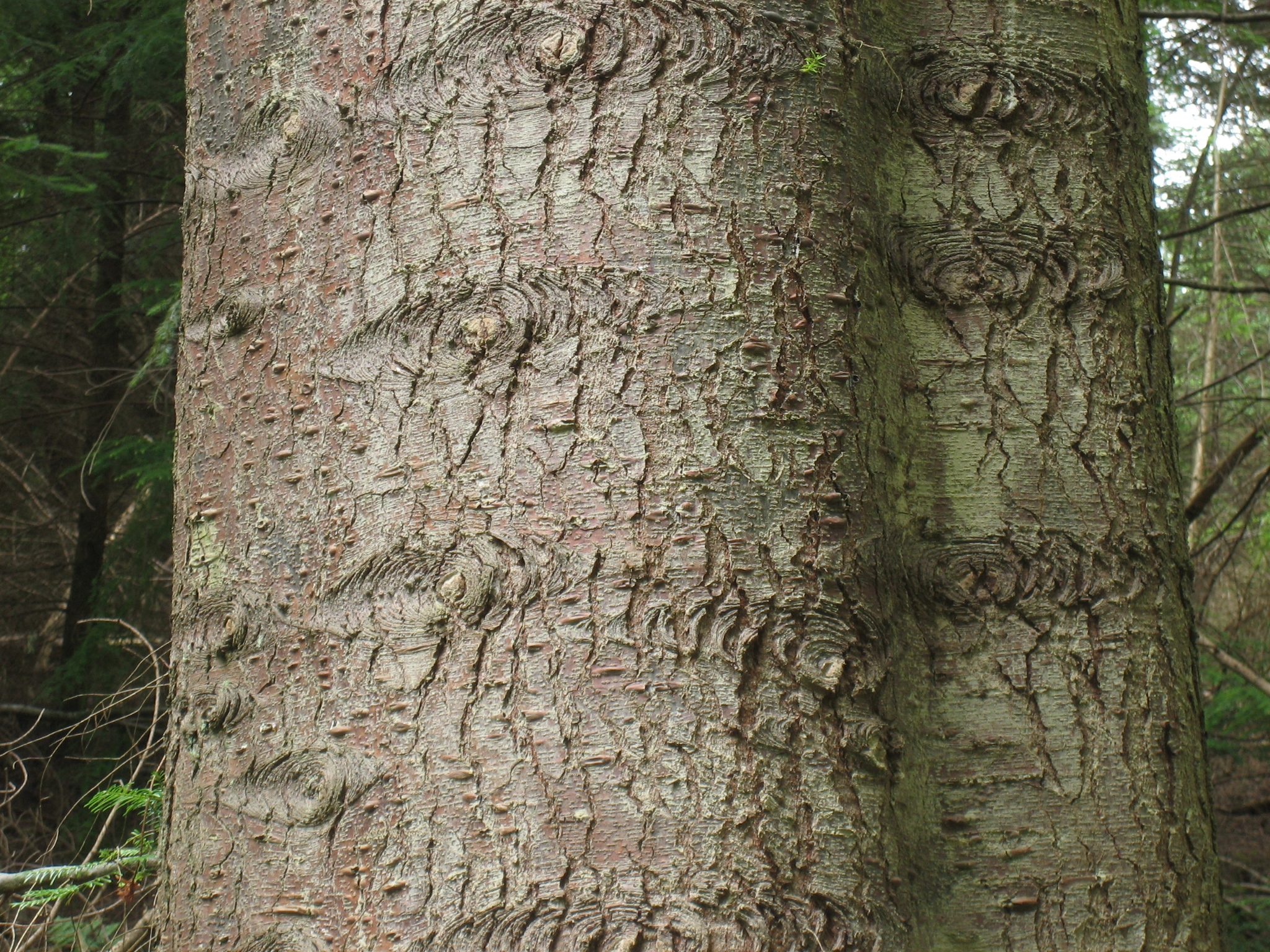
Dettaglio di corteccia del tronco
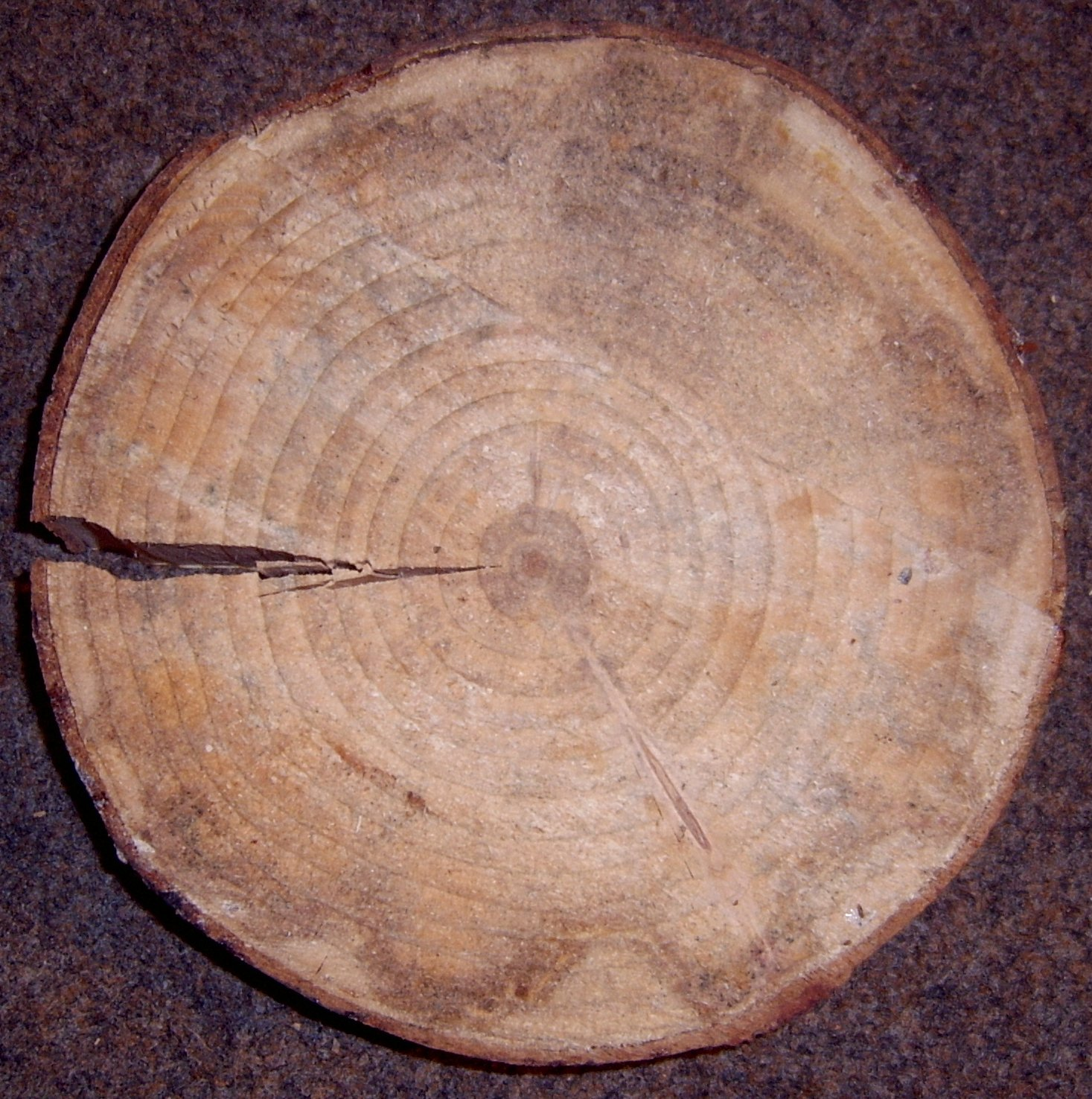
Sezione del tronco